# Spathalium audouini
Spathalium audouini är en insektsart som först beskrevs av Blanchard 1836.  Spathalium audouini ingår i släktet Spathalium och familjen Ommexechidae. Inga underarter finns listade i Catalogue of Life.